# Ministerio de Cultura y Deporte (Israel)
El Ministerio de Cultura y Deporte (en hebreo: משרד התרבות והספורט, transliteración: Misrad HaTarbut VeHaSport) es un reciente y relativamente menor ministerio en el gabinete israelí. Anteriormente, cultura y deporte habían formado parte de otras carteras ministeriales; entre 1949 y 1999, y nuevamente desde 2003 hasta 2006, cultura era parte de la cartera del ministro de Educación. Del mismo modo, deporte era parte de la cartera del ministro de Educación entre 1994 y 1999 y 2003 y 2006. Cultura y deporte se combinaron con el ministerio de Ciencia y Tecnología entre 2006 y 2009, antes de ser separado en una cartera aparte por el gobierno de Netanyahu en marzo de 2009. La actual ministro es Miri Regev del Likud.

## Ministro
| # | Ministro        | Partido           | Inicio              | Final                  |
| - | --------------- | ----------------- | ------------------- | ---------------------- |
| 1 | Matan Vilnai    | Partido Laborista | 5 de agosto de 1999 | 2 de noviembre de 2002 |
| 2 | Ophir Pines-Paz | Partido Laborista | 4 de mayo de 2006   | 1 de noviembre de 2006 |
| 3 | Raleb Majadele  | Partido Laborista | 29 de enero de 2007 | 31 de marzo de 2009    |
| 4 | Limor Livnat    | Likud             | 6 de mayo de 2009   | 14 de mayo de 2015     |
| 5 | Miri Regev      | Likud             | 14 de mayo de 2015  | 17 de mayo de 2020     |
| 6 | Hili Tropper    | Azul y Blanco     | 17 de mayo de 2020  | en el cargo            |